# Ԯ
Le el cramponné (majuscule : Ԯ, minuscule : ԯ) est une lettre additionnelle de l’alphabet cyrillique qui est utilisée dans l’écriture du khanty (du Nord et de l’Est) et du nénètse des forêts.
Il s’agit d’un el ‹ Л › diacritée d’un crampon.

## Représentations informatiques
Le el crocheté peut être représenté avec les caractères Unicode suivants (Cyrillique) :
| formes    | représentations | chaînes de caractères | points de code | descriptions                               |
| --------- | --------------- | --------------------- | -------------- | ------------------------------------------ |
| capitale  | Ԯ               | Ԯ                     | U+052E         | lettre majuscule cyrillique elle cramponné |
| minuscule | ԯ               | ԯ                     | U+052F         | lettre minuscule cyrillique elle cramponné |